# Waverly (Virginia)
Waverly è un comune degli Stati Uniti d'America, situato nello Stato della Virginia, nella contea di Sussex.